# Trichomycterus itacarambiensis
Trichomycterus itacarambiensis är en fiskart som beskrevs av Trajano och De Pinna, 1996. Trichomycterus itacarambiensis ingår i släktet Trichomycterus och familjen Trichomycteridae. Inga underarter finns listade i Catalogue of Life.